# Coupe du monde masculine de rugby à XV 2031
Navigation
Coupe du monde 2027 Coupe du monde 2035
La Coupe du monde masculine de rugby à XV 2031 aura lieu aux États-Unis de septembre à octobre 2031[réf. nécessaire].
Ce sera la douzième édition de cette compétition disputée tous les quatre ans depuis 1987, et la première organisée sur le continent américain.

## Préparation de l'événement
Le 12 mai 2022, le comité directeur de World Rugby désigne les États-Unis en tant que pays hôte de l'édition 2031 de la Coupe du monde.